# Hôtel de ville de Bellegarde-sur-Valserine
L'hôtel de ville de Bellegarde-sur-Valserine est un édifice d'inspiration Art déco situé à l'angle de la rue de la République et de la rue Joseph-Bertola à Bellegarde-sur-Valserine dans le département de l'Ain, en France. Conçu par les architectes Roger Kohn et Max Lavergne (d'Hauteville-Lompnes), il voit également le travail du sculpteur Louis Chanel. Depuis le 10 mars 2003, l'édifice est Label « Patrimoine du XXe siècle ». Il a été inauguré en avril 1932 par le maire Joseph Bertola.